# Cmentarz żydowski w Ostrzeszowie
Cmentarz żydowski w Ostrzeszowie – kirkut założony w końcu XVIII wieku. W czasie okupacji hitlerowskiej został zdewastowany. Na jego miejscu mieściło się niegdyś przedszkole, które na skutek zmian demograficznych zostało zamknięte. Obecnie na miejscu cmentarza w budynku znajduje się Szkoła Muzyczna nr 1 w Ostrzeszowie. Macewy zostały wykorzystane częściowo do budowy ogrodzeń. Cegła z ogrodzenia kirkutu została użyta do budowy obiektów miejskich.